# Heinrich Wilhelm Schulz
Heinrich Wilhelm Schulz (* 20. Dezember 1808 in Dresden; † 15. August 1855 ebenda) war ein deutscher Kunsthistoriker und Museumsleiter.

## Leben
Über den Lebensweg von Heinrich Wilhelm Schulz ist bisher wenig veröffentlicht. Es ist möglich, dass er zuerst Architektur studierte und sich durch Bildungsreisen nach Italien allmählich der gesamten Kunsthistorie widmete. Er stand mit Carl Friedrich von Rumohr in wissenschaftlichem Briefwechsel und war bereits 1846 Direktor der königlichen Antiken- und Münzsammlungen in Dresden. In dieser Eigenschaft setzte er sich für den Bau der Sempergalerie ein.
Schulz starb bereits im Alter von 46 Jahren. Sein preußischer Fachkollege Ferdinand von Quast gab nach seinem Tod das wissenschaftliche Hauptwerk von Schulz über die Kunstdenkmäler Unteritaliens in drei Hauptbänden, welches durch Mitarbeit von Anton Hallmann entstanden war, einem Urkundenband und einem Atlas heraus.
Heinrich Wilhelm Schulz war „Königlich-Sächsischer Hofrat“ sowie Mitglied zahlreicher wissenschaftlicher Akademien und Vereine, unter anderem Mitglied des Archäologischen Instituts in Rom und der Königlichen Gesellschaft für nordische Altertumskunde zu Kopenhagen.

## Schriften
- Karl Friedrich von Rumohr, sein Leben und seine Schriften. Leipzig 1844. (Digitalisat)
- Vortrag über die Geschichte der Kunst in Sachsen. Dresden 1846. (Digitalisat)
- Über die Nothwendigkeit eines neuen Galleriegebäudes für die königliche Gemäldesammlung zu Dresden. Dresden 1846. (Digitalisat)
- Beschreibung der im neuen Mittelgebäude des Pohlhofs [in Altenburg] befindlichen Kunstgegenstände. Altenburg 1848.
- Die Amazonen-Vase von Ruvo. Leipzig 1851.
- mit Gustav Klemm: Führer durch das Museum … im Königlichen Palais des großen Gartens. Dresden 1856.
- Denkmäler der Kunst des Mittelalters in Unteritalien, postum hg. von Ferdinand von Quast und Ernst Strehlke. Dresden 1860.[2]